# Saint-Marsal
Saint-Marsal – miejscowość i gmina we Francji, w regionie Oksytania, w departamencie Pireneje Wschodnie.
Według danych na rok 1990 gminę zamieszkiwało 77 osób, a gęstość zaludnienia wynosiła 5 osób/km² (wśród 1545 gmin Langwedocji-Roussillon Saint-Marsal plasuje się na 824. miejscu pod względem liczby ludności, natomiast pod względem powierzchni na miejscu 522.).